# Javier Osés Flamarique
Javier Osés Flamarique (Tafalla, Navarra, 23 de agosto de 1926 - Pamplona, 22 de octubre de 2001) fue un obispo español. Obispo de Huesca (1977-2001).

## Biografía

### Primeros años y formación
Nació en Tafalla (Navarra) el 23 de agosto de 1926.Tras cursar los estudios eclesiásticos en el Seminario de Pamplona y en la Pontificia Universidad Gregoriana de Roma, obtuvo la licenciatura en Sagrada Teología y el doctorado en Derecho Canónico.

### Sacerdote
Recibió la ordenación sacerdotal el 19 de marzo de 1950. Durante su ministerio sacerdotal sirvió a la diócesis de Pamplona, de cuyo Seminario fue Rector. También ejerció de notario mayor de la Curia y consiliario diocesano de Acción Católica.

### Obispo
El 10 de noviembre de 1969 fue nombrado obispo titular de Abula y auxiliar de la diócesis de Huesca por el papa Pablo VI. Recibió la ordenación episcopal el 8 de diciembre en la Basílica de San Lorenzo de Huesca de manos del entonces nuncio apostólico Luigi Dadaglio. Desde entonces, ejerció de administrador apostólico sede plena de la diócesis oscense ante la avanzada edad del obispo residencial Lino Rodrigo Ruesca. Tras la muerte de este último el 19 de mayo de 1973, fue nombrado administrador apostólico sede vacante de la misma.
El 28 de febrero de 1977 fue nombrado obispo de Huesca.
En la Conferencia Episcopal Española fue miembro de la Comisión Episcopal de Apostolado Seglar (1972-1978), miembro de la Comisión Episcopal de Pastoral (1975-1984, 1990-1993, 1996-1999), presidente de la Comisión Episcopal de Pastoral (1984-1991), miembro de la Comisión Episcopal de Pastoral Social (1990-1999) y presidente de la Comisión Episcopal de Pastoral Social (1999-2001).
Durante el año 1999 aparecieron los primeros síntomas de deterioro de su salud, sometiéndose a una operación de próstata y produciéndose un trombo en las cercanías del pulmón. Posteriormente, le fue detectado un tumor maligno que afectaba a su estructura ósea y que ya se había instalada en algunas de sus vértebras.
El 24 de agosto de 2001 fue aceptada su renuncia al gobierno pastoral de la diócesis de Huesca.
Falleció en Pamplona el 22 de octubre de 2001.

## Reconocimientos
- Hijo adoptivo de Huesca, 14 de septiembre de 2000.

- Hijo predilecto de Tafalla.

- Medalla a los Valores Humanos de la Diputación General de Aragón, 10 de abril de 2001.